# Blake Caldwell
Pour les articles homonymes, voir Caldwell.
Blake Caldwell, né le 27 mars 1984 à Boulder, est un coureur cycliste américain, professionnel de 2005 à 2009.

## Biographie
En catégorie junior, Blake Caldwell participe en 2001 aux championnats du monde à Lisbonne, au Portugal. Il y prend la 18e place du contre-la-montre et la 59e place de la course en ligne de sa catégorie.
Il est professionnel à partir de 2005 au sein de l'équipe TIAA-CREF, qui devient l'équipe ProTour Garmin-Slipstream en 2009. Vainqueur d'étape au Tour de l'Utah en 2006 et 2008, il est vice-champion des États-Unis sur route en 2008. En septembre 2008, il chute lors du Tour du Missouri et se fracture une hanche et une clavicule. En avril 2009, il se fracture une hanche lors d'une chute à l'entraînement et se voit diagnostiquer une ostéoporose. En 2010, il rejoint l'équipe réserve de la Garmin, Felt-Holowesko. Il décide à la fin de l'année 2010 de reprendre ses études en informatique pour achever le master qu'il avait entamé pendant sa carrière. En conséquence il retourne chez les amateurs en 2011.

## Palmarès
- 2001
  -  Champion des États-Unis du contre-la-montre juniors[5]
- 2004
  - 2e du championnats des États-Unis sur route espoirs
  - 3e du championnats des États-Unis du contre-la-montre espoirs
- 2005
  - 3e du championnats des États-Unis du contre-la-montre espoirs
- 2006
  - 6e étape du Tour de l'Utah
- 2008
  - 2e étape du Tour de l'Utah
  - 2e du Tour de l'Utah
  - 2e du championnat des États-Unis sur route